# TSPN12
Le TSPN12, ou tétraspanine 12, est une protéine de la famille des tétraspanine. Son gène est TSPAN12 situé sur le chromosome 7 humain.

## Rôles
Il est exprimé dans les vaisseaux de la rétine où il permet la polymérisation du FZD4. Il module l'expression de la bêta-caténine, contribuant à la prolifération vasculaire.